# Орден Соломона
Орден Соломона — высшая государственная награда императорской Эфиопии.

## История
Орден был учреждён в 1874 году императором Эфиопии Йоханнесом IV как орден Печати Соломона, нередко именуемый орденом Печати царя Соломона или орденом Короны Соломона.
Вначале орден был зарезервирован за членами императорской фамилии, главами государств и лицами, оказавшими неоценимые услуги трону. Орден также вручался принцам династии и иностранным принцам.
В 1922 году регент Эфиопии Тэфэри Мэконнын (будущий император Хайле Селассие I) учредил цепь ордена Печати Соломона как высшую награду государства. Впоследствии именно за этой наградой и закрепилось название «орден Соломона». Она приобрела оригинальный вид и включала цепь и идентичные друг другу знак и звезду. Орден Печати Соломона, имевший иной дизайн, стал считаться следующей по старшинству наградой.
После эфиопской революции 1974 года орден Соломона был упразднён, как и прочие императорские ордена, но продолжает вручаться как династическая награда наследниками негуса.
Награждённые орденом получают право указывать в официальном титуловании инициалы «KSS» (Knight of the Order of Solomon’s Seal) или «DSS» (Dame of the Order of Solomon’s Seal).

## Степени
- Цепь Соломона (Цепь, ныне орден Соломона)
- Большая лента (Большой крест) Соломона,
- Генерал ордена Соломона
- Командор ордена Соломона
- Кавалер ордена Соломона

Однако сегодня орден имеет только одну степень — Большой рыцарский крест.

## Инсигнии
Знак ордена представляет собой золотую шестиконечную звезду Давида под эфиопской императорской короной с наложенным на неё христианским крестом.
Знак ордена подвешивается к банту широкой муаровой ленты изумрудного цвета.
Звезда ордена представляет собой золотую восьмиконечную звезду, в центре которой знак ордена без короны.